# Julius Heinrich Franz
Julius Heinrich Franz (28 de junio de 1847 - 28 de enero de 1913) fue un astrónomo alemán, conocido principalmente por haber dado nombre a una serie de mares lunares.

## Semblanza
Franz nació en Rummelsburg, (Pomerania, Prusia). Estudió en las Universidades de Greifswald, Halle y Berlín, después de lo que pasó a ser el astrónomo principal en el Observatorio Real en Königsberg. En 1882 fue miembro del equipo enviado a la ciudad de Aiken, Carolina del Sur, para observar el tránsito de Venus. Hacia finales del siglo reemplazó a Johann Galle como director del observatorio de la Universidad de Breslau.
Es conocido por sus observaciones de elementos próximos a los limbos lunares. Publicó un libro popular sobre la Luna en 1906 titulado "Der Mond" (La Luna). En este trabajo Franz dio nombre a algunos mares lunares situados a lo largo del limbo, como el Mare Orientale, Mare Autumni y Mare Veris. Estos dos últimos fueron más tarde rebautizados como Lacus Autumni y Lacus Veris.

## Eponimia
- El cráter lunar Franz lleva este nombre en su memoria.